# Matthijs Dulken
Matthijs van Dulcken (Roermond, ... – ...; fl. XVII secolo) fu Governatore di Roermond e personaggio chiave durante l'Assedio di Groenlo (1627).

## Biografia
Matthijs (Matthias o Matheus) van Dulcken fu governatore di Roermond nel 1610, nel 1616 e nel 1629. Nel 1627 egli divenne governatore della città di Grol (Groenlo) per conto della Spagna da dove ottenne la carica di governatore dell'Alta Gheldria. Egli ebbe il comando totale della città di Groenlo durante l'assedio che la città subì nel 1627 ad opera delle truppe di Federico Enrico d'Orange. Durante gli scontri, Dulken venne ferito ad una spalla da un proiettile di moschetto pur riuscendo a sopravvivere alla battaglia ed a siglare gli accordi firmati il 19 agosto di quello stesso anno per la resa degli spagnoli e la cessione della città alla Repubblica delle Sette Province Unite olandesi.
Egli terminò il proprio mandato come sindaco della città di Groenlo nel 1629 e prestò servizio per un certo periodo come schepen. Egli sposò Helwich van Wessum e la coppia ebbe un unico figlio, Christophorus, nato nel 1593.